# جردن چیدوزیه
جردن چیدوزیه (انگلیسی: Jordan Chiedozie؛ زادهٔ ۱ اوت ۱۹۹۴) بازیکن فوتبال اهل بریتانیا است.
از باشگاه‌هایی که در آن بازی کرده‌است می‌توان به باشگاه فوتبال کمبریج یونایتد، باشگاه فوتبال دارتفورد، باشگاه فوتبال بورم‌وود، باشگاه فوتبال پول تاون، باشگاه فوتبال کونکورد رانجرز، باشگاه فوتبال توتون، باشگاه فوتبال ای‌اف‌سی بورنموث، و باشگاه فوتبال براینتری تاون اشاره کرد.